# Vinseiro
Vinseiro es una parroquia situada al este del ayuntamiento de La Estrada, en Galicia (España).
Limita con las parroquias de Cereijo, Pardemarín, Rivela, Parada, Nigoy y Tabeirós.
- Datos: Q3397210
- Multimedia: Vinseiro, A Estrada / Q3397210